# Regula von Lichtenthal

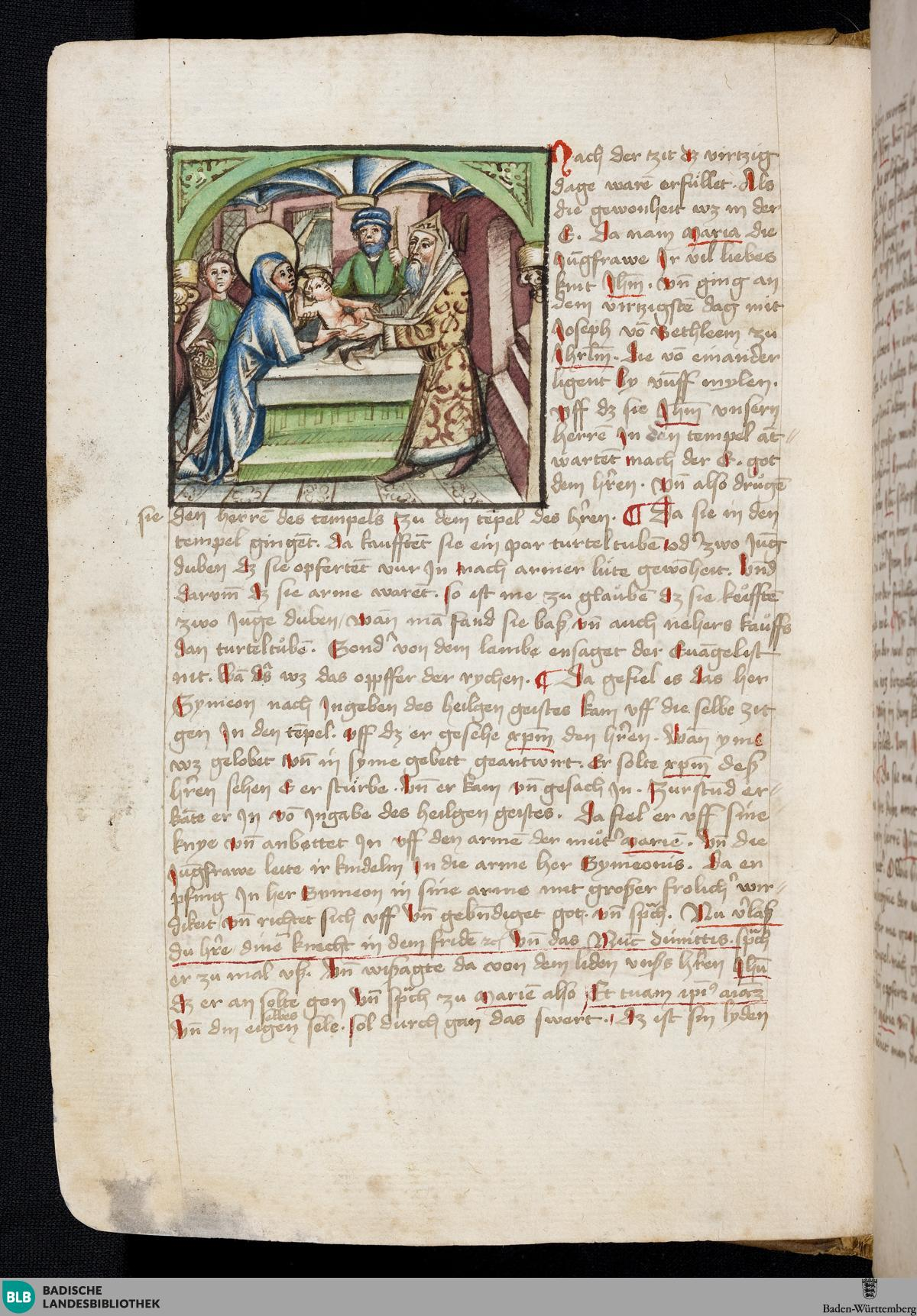
Deutsche Fassung von Michaels von Massa 'Leben Jesu' in der Handschrift Regulas (Karlsruhe, BLB, Cod. Lichtenthal 70, f. 28v)

Regula von Lichtenthal, eigentlich Margaretha, († 20. Mai 1478) lebte ungefähr ab 1450 als Nonne in der Abtei Lichtenthal. Im Zuge der Reform der Zisterzienserinnengemeinschaft (ab 1426) trat Regula, die ihren Beinamen vielleicht ihrer Stellung als Schreibmeisterin verdankte, im Gefolge der Äbtissin Elisabeth Wiest in Erscheinung. Regulas Aufgabe bestand darin, die für die Erneuerung des Klosters benötigte Literatur bereitzustellen. Als Lesemeisterin war sie zuständig für die Tischlesungen, die wohl zumeist deutschsprachig gehalten wurden. Sie dominierte durch ihre Handschriften das Skriptorium der Nonnengemeinschaft. Einem Lichtenthaler Nekrolog zufolge starb die soror Regula, die Margaretha, dicta Regula am 20. Mai 1478.

## Handschriften
Von Regula geschriebene, überwiegend deutschsprachige, teilweise aus dem Lateinischen übersetzte und selbständig bearbeitete Texte und Handschriften beschäftigen sich mit der Tischlesung im Kirchenjahr und mit Erläuterungen zur Liturgie (Leseordnung von ca. 1450). Insgesamt sieben Handschriften, angefertigt zwischen 1450 und 1465, stammen von Regula und werden in der Badischen Landesbibliothek in Karlsruhe aufbewahrt (Handschriften L 65, 69, 70, 74, 79, 82). Die Sammelhandschrift L 70 aus der Zeit um 1450 enthält die für die Lesung wichtigen Texte, u. a. ein Lektionar, ein Evangeliar und ein Bruchstück eines Legendars, daneben eine Übersetzung des „Lebens Jesu“ des Michael von Massa. Handschrift L 69 beinhaltet die Legendensammlung „von den heiligen Mägden und Frauen“, der eine Straßburger Regula-Handschrift (Ms. 2542) die Legenden männlicher Heiliger, allen voran die Bernhards von Clairvaux († 1153), zur Seite stellt. Daneben sind in den Handschriften L 65, 69, 79 und 82 noch eine Vielzahl asketischer und katechetischer Texte enthalten. Sie alle dienten der für die Lichtenthaler Klosterreform wichtigen Unterweisung der Nonnen, stellten Tugenden und Spiritualität des Klosters als vorbildlich dar. Die deutsch gehaltenen Regula-Texte erleichterten die Vermittlung an sämtliche Ordensschwestern.